# Birgit Prinz
Birgit Prinz (sinh ngày 25 tháng 10 năm 1977 tại Frankfurt am Main) là cựu cầu thủ bóng đá nữ Đức. Cô từng chơi cho 1. FFC Frankfurt và đội tuyển quốc gia Đức. Prinz là cầu thủ ghi nhiều bàn thắng thứ hai tại các kỳ World Cup với 14 bàn (sau Marta của Brasil).
Cô được bầu là cầu thủ nữ xuất sắc nhất năm 2003, 2004 và 2005. Vào ngày 12 tháng 8 năm 2011, cô tuyên bố giải nghệ.

## Sự nghiệp

### Câu lạc bộ
Prinz bắt đầu sự nghiệp ở SV Dörnigheim FC. Cô thi đấu lần đầu tại Bundesliga cùng câu lạc bộ FSV Frankfurt, đội bóng mà cô cống hiến từ năm 1993 tới 1998. Trong thời gian này Prinz giành hai chức vô địch Bundesliga và hai Cúp quốc gia Đức. Cô là vua phá lưới của Bundesliga vào các năm 1997 và 1998. Sau đó cô chuyển tới đội bóng cùng thành phố 1. FFC Frankfurt. Trong 13 mùa giải tại đây, Prinz giành sáu Bundesliga và tám Cúp quốc gia. Cô cũng là vua phá lưới Bundesliga thêm hai lần vào các năm 2001 và 2007. Prinz giành UEFA Women's Cup ba lần cùng Frankfurt vào các mùa giải 2001-02, 2005-06 và 2007-08. Cô cũng nào chung kết năm 2004, nhưng Frankfurt thua Umeå IK của Thụy Điển.
Prinz thi đấu hai mùa giải cho Carolina Courage tại giải chuyên nghiệp WUSA của Mỹ và cùng đội mang về chức vô địch năm 2002. Sau World Cup 2003, Prinz từ chố lời đề nghị từ câu lạc bộ bóng đá nam AC Perugia của Serie A, vì cô lo sợ rằng đây chỉ là hành động nhằm thu hút sự chú ý của câu lạc bộ này và cô sẽ chỉ được ngồi ghế dự bị.
Trong thời gian ở FFC Frankfurt, Prinz giành nhiều giải thưởng cá nhân, bao gồm cả kỷ lục 8 lần liên tiếp đoạt giải Cầu thủ bóng đá nữ Đức của năm từ 2001 tới 2008. Cô được bầu là Cầu thủ nữ xuất sắc nhất năm của FIFA vào các năm 2003, 2004 và 2005. Từ năm 2007 tới 2010 cô về nhì sau Marta của Brasil.

### Quốc tế
Prinz thi đấu trận quốc tế đầu tiên lúc 16 tuổi vào ngày 27 tháng 7 năm 1994 tại Montréal gặp Canada. Cô được thay vào ở phút thứ 72, thay thế Heidi Mohr và ghi bàn thắng đầu tiên của cô trong một trận thi đấu quốc tế vào phút thứ 89, mang lại chiến thắng cho đội tuyển Đức với tỉ số 2:1. Năm 1995, cô giành danh hiệu lớn đầu tiên tại vòng chung kết Euro 1995, đồng thời ghi bàn trong trận chung kết. Cô cũng có mặt trong đội hình Đức năm đó tại Giải vô địch bóng đá nữ thế giới 1995, giải đấu mà Đức để thua Na Uy trong trận chung kết. Cô giữ kỷ lục cầu thủ trẻ nhất từng thi đấu một trận chung kết World Cup.
Cô giành thêm bốn chức vô địch châu Âu vào các năm 1997, 2001, 2005 và 2009. Cô ba lần giành huy chương đồng bóng đá nữ Thế vận hội các năm 2000, 2004 và 2008. Tại Giải vô địch bóng đá nữ thế giới 2003, Prinz đưa Đức tới với chức vô địch World Cup đầu tiên. Cô cũng là cầu thủ xuất sắc nhất và vua phá lưới. Prinz được trao băng thủ quân đội tuyển quốc gia từ năm 2003 và giữa chức vụ cho tới khi giải nghệ. Tại Giải vô địch bóng đá nữ thế giới 2007, cô cùng Đức giành danh hiệu thứ hai; cô được trao quả bóng bạc tại giải đấu này.

## Đời tư
Prinz từng học làm bác sĩ vật lý trị liệu. Vào năm 2010, cô tốt nghiệp với tấm bằng bằng thạc sĩ môn tâm lý học tại đại Đại học Goethe Frankfurt. Vào tháng 1 năm 2012, cô bắt đầu làm ở bộ phận tâm lý học thể thao ở các cấp độ từ đội trẻ tới đội một câu lạc bộ bóng đá nữ TSG 1899 Hoffenheim.

## Danh hiệu

### Câu lạc bộ
FSV Frankfurt
- Bundesliga: Vô địch (2) 1994-95, 1997-98
- Cúp quốc gia Đức: Vô địch (2) 1994-95, 1995-96

1. FFC Frankfurt
- UEFA Women's Cup: Vô địch (3) 2001-02, 2005-06, 2007-08; Á quân (1) 2003-04
- Bundesliga: Vô địch (6) 1998-99, 2000-01, 2001-02, 2002-03, 2004-05, 2006-07, 2007-08
- Cúp quốc gia Đức: Vô địch (8) 1998-99, 1999-00, 2000-01, 2001-02, 2002-03, 2006-07, 2007-08, 2010-11

Carolina Courage
- WUSA: Vô địch (1) 2002

### Quốc tế
- World Cup: Vô địch (2) 2003, 2007 Á quân (1) 1995
- Euro: Vô địch (5) 1995, 1997, 2001, 2005, 2009
- Huy chương đồng Thế vận hội: (3) 2000, 2004, 2008
- Cúp Algarve: Vô địch (1) 2006

### Cá nhân
- Cầu thủ nữ xuất sắc nhất năm của FIFA: (3) 2003, 2004, 2005
- Cầu thủ bóng đá nữ Đức của năm: (8) 2001, 2002, 2003, 2004, 2005, 2006, 2007, 2008
- Quả bóng vàng: Giải vô địch bóng đá nữ thế giới 2003
- Quả bóng bạc: Giải vô địch bóng đá nữ thế giới 2007
- Vua phá lưới Giải vô địch bóng đá nữ thế giới 2003
- Vua phá lưới Bundesliga: (4) 1996-97, 1997-98, 2000-01, 2006-07
- Silbernes Lorbeerblatt: 2007